# Afro-Cubans
Los Afro-Cubans, llamada también "Machito and his Afro-Cubans", fue una banda de jazz afrocubano o Cubop, como también fue denominada esta música a fines de los años cuarenta. Esta banda fundada por Machito en 1940, contó como su director musical a Mario Bauzá, cuñado de Machito y experimentado músico innovador.
Los Afro-Cubans combinaron la música cubana con orquestaciones derivadas del swing. En este grupo colaboraron figuras importantes del jazz como Charlie Parker, Dizzy Gillespie, Flip Phillips y Buddy Rich. Esto determinó una influencia de doble vía, ya que los ritmos latinos del grupo influyeron fuertemente en la escena de jazz en Nueva York. 

## Historia
Después de haber realizado algunas grabaciones en 78 rpm para discos Decca, los Afro-Cubans empezaron a hacerse populares a finales de la Segunda Guerra Mundial, trabajando con la orquesta de Stan Kenton, a la que influenciaron profundamente. Machito fue el maraquero en la versión de El manisero de Kenton. 
La banda de Machito trabajó con toda una galaxia de solistas de jazz entre 1948 y 1966, incluyendo a Charlie Parker (con su participación en "No Noise"), Dizzy Gillespie, Flip Phillips, Howard McGhee, Buddy Rich, Harry "Sweets" Edison, Cannonball Adderley, Herbie Mann, Curtis Fuller y Johnny Griffin. 
La banda trabajó a menudo en el New York's Palladium, alcanzando el máximo de su popularidad con la locura por el mambo en los años 50, y permaneció activa en la esfera musical hasta comienzos de los años 80. En sus últimos años, la banda grabó para Pablo Records y Timeless, reconocidas casas disqueras de jazz de los Estados Unidos.